# Gymnema
Gymnema är ett släkte av oleanderväxter. Gymnema ingår i familjen oleanderväxter.

## Dottertaxa tillGymnema, i alfabetisk ordning[1]
- Gymnema albidum
- Gymnema albiflorum
- Gymnema calycinum
- Gymnema chalmersii
- Gymnema cumingii
- Gymnema cuspidatum
- Gymnema dunnii
- Gymnema elegans
- Gymnema foetidum
- Gymnema glabrum
- Gymnema griffithii
- Gymnema hainanense
- Gymnema indicum
- Gymnema khandalense
- Gymnema kollimalayanum
- Gymnema lacei
- Gymnema latifolium
- Gymnema longiretinaculatum
- Gymnema lushaiense
- Gymnema macranthum
- Gymnema macrothyrsa
- Gymnema mariae
- Gymnema mohanramii
- Gymnema molle
- Gymnema montanum
- Gymnema piperi
- Gymnema reticulata
- Gymnema rotundatum
- Gymnema rufescens
- Gymnema schlechterianum
- Gymnema sylvestre
- Gymnema uncarioides
- Gymnema villosa
- Gymnema yunnanense